# Lijst van burgemeesters van Oude Tonge
Dit is een lijst van burgemeesters van de voormalige Nederlandse gemeente Oude Tonge tot die gemeente in 1966 opging in de gemeente Oostflakkee.
| Ambtsperiode | Naam burgemeester        | Partij of stroming | Bijzonderheden |
| ------------ | ------------------------ | ------------------ | --- |
| 1817 - 1850  | Cornelis Anemaet Pz.     |                    | eerst schout |
| 1850 - 1891  | Simon Eland Anemaet      |                    | tevens burgemeester van Nieuwe Tonge (1868-1891?), zoon van voorganger                                                                                     |
| 1891 - 1908  | J. van Schouwen          |                    | |
| 1908 - 1912  | Johannis (J.) Mijs Dz.   |                    | |
| 1912 - 1916  | Jan Cornelis Baumann     | CHU                | later o.a. burgemeester van Woubrugge |
| 1917 - 1932  | Paulus (P.) van Schouwen |                    | |
| 1932 - 1940  | H. Vooys                 |                    | |
| 1940 - 1941  | Dirk (D.) Rijnders       |                    | later o.a. burgemeester van Middelharnis en Amstelveen |
| 1941 - 1942  | Cornelis (C.) Slobbe     | ARP                | waarnemend, tevens burgemeester van Ooltgensplaat |
| 1942 - 1943  | P.J.E. Dekker            | NSB                | werd burgemeester van Harlingen |
| 1943 - 1944  | Jacques Louis Brinkerink | NSB                | tevens burgemeester van Nieuwe Tonge |
| 1944? - 1945 | A.P.L. Bia               | NSB                | tevens tijdens (deel van) deze periode burgemeester van Ooltgensplaat, Den Bommel, Nieuwe Tonge en Stad aan 't Haringvliet, later burgemeester van Boskoop |
| 1945 - 1947  | Cornelis (C.) Slobbe     | ARP                | waarnemend, tevens burgemeester van Ooltgensplaat |
| 1947 - 1954  | Bram (A.D.) van Dijk     | PvdA               | later burgemeester van Poortugaal |
| 1954 - 1955  | Pieter Willem Hordijk    | ARP                | waarnemend, tevens (waarnemend) burgemeester van Oltgensplaat en Den Bommel, later o.a. burgemeester van Middelharnis                                      |
| 1956 - 1966  | Pim (W.M.) van der Harst | CHU                | waarnemend, tevens (waarnemend) burgemeester van Oltgensplaat en Den Bommel, later burgemeester van Oostflakkee                                            |